# 1160 Illyria
1160 Illyria är en asteroid i huvudbältet som upptäcktes den 9 september 1929 av den tyske astronomen Karl Wilhelm Reinmuth. Asteroidens preliminära beteckning var 1929 RL. Den fick senare namn efter den gamla regionen Illyrien på Balkanhalvön.
Den tillhör asteroidgruppen Maria.
Illyrias senaste periheliepassage skedde den 21 november 2019.[Uppdatering behövs] Asteroidens rotationstid har beräknats till 4,10 timmar.